# باریوس اونیدوس
باریوس اونیدوس (به اسپانیایی: Barrios Unidos) یک منطقهٔ مسکونی در کلمبیا است که در بوگوتا واقع شده‌است. باریوس اونیدوس ۱۱٫۹ کیلومتر مربع مساحت و ۲۳۰٬۰۶۶ نفر جمعیت دارد و ۲٬۶۰۰ متر بالاتر از سطح دریا واقع شده‌است.